# Кам'яниця Бєльських
Кам'яниця Бєльських, Більських, Кайзерівська, Кралівська — житловий будинок на Площі Ринок, 20 у Львові, пам'ятка архітектури.49°50′28″ пн. ш. 24°01′53″ сх. д. / 49.841098° пн. ш. 24.031420° сх. д.

## Історія
Житловий будинок збудований у XVI столітті. Перша назва будинку Крайзерівська (Кайзерівська або Кралівська) походить від прізвища львівського війта Станіслава Крайзера (1569 року). Ця назва збереглася до XVIII століття. На початку XVIII століття кам'яниця була триярусною і мала дворовий флігель. 
У 1776—1779 будинок був ґрунтовно перебудований. Проєкт перебудови створено архітектором Петром Полейовським на замовлення Констанції Бєльської (галицької каштелянової, другої дружини Юзефа Бєльського), рабштинського старости. По смерті П. Полейовського будову завершив будівничий Франциск Ксаверій Кульчицький. Над внутрішнім і зовнішнім оздобленням кам'яниці працювали різьбярі Франциск Оленський, Михайло Стебанський, Йоган (Ян) Гертнер, Степан Уницький. Після чого кам'яниця отримала назву — Бєльська або Більська.
7 квітня 1786 року Франциск Оленський висунув претензії до вдови Франца Ксаверія Кульчицького Олени (Гелени, 2 voto Литвинович) про належні йому 73 злотих і 2 гроші за виконані різьбярські роботи в кам'яниці Бєльських на основі угоди з чоловіком від 13 липня 1779 року.
У 1840—1850-х роках власником будинку був Ґабріель Мюллінґ. У другій половині XIX століття кам'яниця переходить у власність українських міщан. У 1858 році її купив Михайло Димет, купець, власник крамниці і майстерні. Його крамниця «Під надією», яка містилася на першому поверсі, забезпечувала церкви Галичини церковним знаряддям та книгами. У 1864 році тут вперше у Львові, продали примірник «Кобзаря» Тараса Шевченка. У 1860—1861 роках кам'яницю ґрунтовно перебудували на кошти Димета за проєктом будівничого Міхаеля Ґерля, затвердженого магістратом 13 липня 1860 року, зокрема, надбудували четвертий поверх. Фасад кам'яниці, за винятком партеру та балкону другого поверху, оздобленого ґратами у стилі рококо і важкими кам'яними вазами на постаментах (ймовірно, з часу перебудови Франциском Кульчицьким), втратив свій вигляд з 1779 року. У 1890-х роках будинок належав Францисці Димет. 
У 1900—1930-х роках кам'яниця належала Адольфові та Марті Ауербахам, на замовлення яких у 1908 році архітектор Август Богохвальський виконав проєкт перекриття подвір'я скляним дахом, який був реалізований. У вересні 1934 році архітектор Тадеуш Врубель на замовлення Марти Ауербах виконав проєкт вхідного порталу. Згодом на першім поверсі та в підвалах облаштували популярну в 1960—1970-х роках ресторацію «Під левом», інтер'єр якої прикрашало керамічне панно «Король Данило» роботи 1965 року, виконаної майстрами Андрієм Бокотеєм та Любомиром Медведем. У 1986 році після реставрації приміщень партеру та підвалів тут відкрили кафе «Під левом».

## Архітектура
Будинок цегляний, тинькований, витягнутий вглиб ділянки, чотириповерховий. Фасад вирішений у стилі рококо, його прикрашають витончені вази, ліпні гірлянди, фігурні консолі балкону другого поверху з ажурною металевою решіткою.
Скульптурний декор виконаний у 1786 році скульптором Франциском Оленським.